# Никола Атанасов (писател)
Вижте пояснителната страница за други личности с името Никола Атанасов (писател).
Никола Радулов Атанасов е български писател. Публикува с псевдонима Н. Айдемиров.

## Биография
Роден е на 10 октомври 1877 г. в село Айдемир, област Силистра. Завършва основно образование и гимназия във Видин. През 1903 г. завършва славянска филология в Софийския университет. В периода 1904 – 1919 г. работи като учител. По време на Първата световна война е военен кореспондент. От 1919 до 1923 г. е секретар на Народния театър в София. През 1923 г. е консул на България в Лион, Франция. От 1928 до 1931 г. е директор на Графическото училище при Държавната печатница в София. Участва в Управителния съвет на Съюза на българските писатели, а през 1935 г. става негов председател. Участва в редактирането на списанията „Училищен преглед“ (1912 – 1938), „Славянски глас“, вестник „Неделна епоха“. Ръководи критичния отдел на списание „Българска сбирка“. В него помества годишни литературни прегледи. Сътрудничи на вестниците „Наблюдател“, „Листопад“, „Военни известия“, „Отечество“, „Съвременна мисъл“, „Епоха“, „Народ“, „Българска мисъл“, „Литературен глас“, „Мир“, „Заря“ и др.
Изследва живота и литературното дело на Цанко Церковски, чиито съчинения в три тома редактира през 1947 г., творчеството на Кирил Христов. Умира на 6 декември 1947 г.

## Творчество
- „Социалният фактор в културно-литературния ни живот преди Освобождението. Културно-социологичен етюд“ (1910)
- „Силуети на българските писатели“ (1916)
- „Тутраканска епопея“ (1916)
- „Цанко Церковски. 1891 – 1921. Живот и литературна дейност“ (1921)
- „По върховете. Литературни очерци“ (1927)
- „Ена. Пиеса в 3 действия из столичния живот“ (1933)
- „Тези, които горят. Повести и разкази“ (1938)
- „Ехо от бурята“ (роман, 1940)
- „Малките сърца“ (1942)
- „Царят пред своя народ“ (1942)
- „Битката между две махали“ (1943)
- „Поетът на майските копнежи. Кирил Христов“ (1944)
- „Човек от народа. Григор Иванов Чешмеджиев. Животопис и литературен очерк“ (1945)